# アークティック・シー

アークティック・シー（Arctic Sea）は、マルタ船籍の貨物船。3,988トン。2009年7月24日、ドーバー海峡付近にて行方不明となり、国際的な話題となった。船名の由来は北極海から。 

## 乗っ取り事件
アークティック・シーは、2009年7月、ロシア人船員15人が乗り込み、木材を積んでフィンランドからアルジェリアに向かう途中、ドーバー海峡付近で行方不明となった。 
8月上旬、西アフリカのカーボベルデ沿岸警備隊は、沖合を航行している貨物船を発見。行方不明のアークティック・シーではないかという照会をロシアに行った。ロシア海軍は現地に艦船を派遣した結果、同年8月17日、同船を発見。同船を乗っ取っていたとされるエストニア人ら8名を逮捕した。 
ロシア側は、7月24日、スウェーデン沖合で、海賊がゴムボートで接近し船を乗っ取り、測位システムを切った上で、アフリカに向かわせていたという調査結果を公表している。 

## その後の報道
同年9月6日付のイギリスのサンデータイムズは、ロシアやイスラエルの情報筋の話として、ロシアの犯罪組織がイランに対し、アークティック・シーを使って地対空ミサイルを密輸しようとしたというのが事件の真相であると伝えた。アークティック・シーの積み荷を察知したイスラエルがロシアに協議した結果、当事者側の国であるロシアが密輸を阻止する形で解決を図ったという見方を伝えている。 